# Stelletta hyperoxea
Stelletta hyperoxea är en svampdjursart som beskrevs av Claude Lévi 1983. Stelletta hyperoxea ingår i släktet Stelletta och familjen Ancorinidae.
Artens utbredningsområde är Nya Kaledonien. Inga underarter finns listade i Catalogue of Life.